# Teodoro Ragazzoni
Teodoro Ragazzoni, o Ragazzone (Asola, XV secolo – Venezia, XVI secolo), è stato un tipografo italiano.
Lavorò a Venezia dal 1488 al 1500.
Tra le sue edizioni a stampa ricordiamo classici e libri liturgici.